# Cheilanthes hintoniorum
El helecho labiado de Nuevo León (Cheilanthes hintoniorum) Mendenhall & G.L. Nesom es un helecho, miembro de la familia Pteridaceae. Esta especie fue descrita originalmente del municipio de Galeana en el año de 1991; el género Cheilanthes es un género complejo con cerca de 150 especies distribuidas en regiones cálidas y templadas de América, el nombre de la especie está dado en honor a la familia Hinton, colectores de especímenes botánicos en el noreste de México.

## Clasificación y descripción
Rizoma: compacto, horizontal, de 2 a 3 mm de diámetro, con escamas muy delgadas de hasta 7 mm de largo;  frondes: de hasta 17 cm de largo, creciendo en forma manojo; pecíolo: de 1/3 a 2/5 del largo total de la fronda, de color púrpura oscuro, de forma prismática cuadrangular, sin pelillos; lámina: de forma pentagonal, bi o tripinnada; pinnas: de 4 a 6 pares, sus segmentos (pínnulas) son de forma linear de 10 a 15 x 1 a 1.5 mm, no presentan pelillos, pero su superficie presenta una textura rugosa, como piedrillas; indusio: se presenta un falso indusio formado por los bordes de las pinnulas doblados hacia abajo y cubriendo los soros.

## Distribución
Es endémico de México, habita solo en el estado de Nuevo León.

## Ambiente
Es terrestre, prefiere sitios con sustrato yesoso (gypsófilo), tolera condiciones desérticas o semidesérticas, pero requiere de sitios con microclima que brinden humedad y protección.

## Estado de conservación
En México no se encuentra en ninguna categoría de protección de la NOM059. Tampoco está en alguna categoría en la lista roja de la IUCN (International Union for Conservation of Nature). Ni en CITES (Convención sobre el Comercio Internacional de Especies Amenazadas de Fauna y Flora Silvestres).